# Spero (radioprogram)
Spero är Sveriges Radios julkalender 2021. Programmet regisserades av Maria Blom efter ett manus av Åsa Asptjärn och Gertrud Larsson och producerades av Camilla van der Meer Söderberg och Marie Wennersten. Papperskalendern illustrerades av Andrea Femerstrand.

## Handling
Kalendern handlar om hoppstjärten Spero som råkar följa med en julgran in till ett människohem.

## Medverkande
Insekter
- Laura Jonstoij Berg – Spero
- Osman Ahmadkhani – Silverpil
- Ani Guinez – mamma Collembola
- Jack Rubensson – Ento
- Peter Carlsson – Ips
- Sofia Ledarp – Lepisma
- Daniel Gustavsson – Bombus
- Malin Cederbladh – Fabre
- Eva Millberg – spindelsfinxen
- Mollie Knif – Fläck
- Ellie Nygårds Blom – Fross
- Esmat Abd Elmalak – mjölbaggen
- Emil Johnsen – Spretthale

Människor
- Farzad Farzaneh – lucköppnare
- Jon Karlsson – pappa Göran
- Sofia Sandén – mamma Vivi
- Loke Renström – Zacharias
- Karin Busch – farmor
- Diverse röster – Omid Khansari, Josefin Ankarberg, Eva Millberg och Cathrin Lundell[1]

## Musik
- Kompositör – Hans Appelqvist
- Dirigent – Peter Nordahl
- Musiker – Sveriges Radios symfoniorkester[1]

### Fotnoter
1. 1 2 3  ”Medverkande i Spero”. Sveriges Radio. 9 november 2021. https://sverigesradio.se/artikel/medverkande-i-spero. Läst 17 december 2022.